# جوليا فوستر
جوليا فوستر (بالإنجليزية: Julia Foster)‏ هي ممثلة بريطانية، ولدت في 2 أغسطس 1943 في المملكة المتحدة.

## وصلات خارجية
- جوليا فوستر على موقع IMDb (الإنجليزية)
- جوليا فوستر على موقع ألو سيني (الفرنسية)
- جوليا فوستر على موقع أول موفي (الإنجليزية)
- جوليا فوستر على موقع قاعدة بيانات الأفلام السويدية (السويدية)
- جوليا فوستر على موقع قاعدة بيانات الفيلم (الإنجليزية)
- جوليا فوستر على موقع كينوبويسك (الروسية)